# رافا موخيكا
رافا موخيكا (بالإسبانية: Rafa Mújica)‏ هو لاعب كرة قدم إسباني في مركز الهجوم، ولد في 29 أكتوبر 1998 في لاس بالماس دي غران كناريا في إسبانيا يلعب في نادي السد القطري. لعب مع إكستريمادورا يونيون ديبورتيفا وريال أوفييدو وليدز يونايتد ونادي برشلونة ب ونادي فياريال ب ونادي أروكا.

## وصلات خارجية
- رافا موخيكا على موقع الاتحاد الأوربي (الإنجليزية)
- رافا موخيكا على موقع قاعدة بيانات كرة القدم.إي يو (الإنجليزية)
- رافا موخيكا على موقع Soccerway.com (الإنجليزية)
- رافا موخيكا على موقع AS.com (الإسبانية)